# Benoît Chirat
Benoît Chirat, né le 2 juin 1795 à Lyon et mort le 31 janvier 1870 à Paris, est un peintre français.

## Biographie
Benoît Chirat est le fils de Nicolas Chirat et de Benoîte Pitiot.
Élève de Pierre Révoil et d'Antoine Berjon, il expose au Salon de 1842 à 1866.
En 1819, il projète d'épouser Marie Louise Martinet. Le couple donne naissance à Benoîte Anaïs Chirat, qui deviendra également peintre. Il épouse en seconde noces Victoire Massiette.
Il meurt à son domicile de la rue d'Enghien, à l'âge de 74 ans.